# Cheuvkat Mammadova
Pour les articles homonymes, voir Mammadova.
Cheuvkat Mammadova (en azerbaïdjanais : Şövkət Məmmədova) est une chanteuse d'opéra azerbaïdjanaise et un professeur de musique. 

## Biographie
Cheuvkat Mammadova est née en 1897 à Tbilissi, dans une famille azerbaïdjanaise pauvre. Son père, cordonnier, a remarqué le talent musical remarquable de sa fille à l'âge de 6 ans. En 1910, il chercha un sponsor qui l’aida à organiser sa première représentation lors d’un banquet laïc organisé par le vice-gouverneur de la région du Caucase, le comte Illarion Vorontsov-Dachkov.
En 1910, Mammadova est diplômée d'une école de musique de Tbilissi. En 1911, elle se rend à Milan (Italie) pour poursuivre ses études musicales au Conservatoire de Milan, où elle suit des cours du célèbre chanteur Dottie Ambrosia. Les fonds pour les études ont été alloués par le milliardaire et philanthrope azerbaïdjanais Hadji Taghiyev et son épouse Sona. Cependant, en 1912, pour des raisons inconnues, leur aide financière fut interrompue et Mammadova fut forcée de rentrer. Elle a poursuivi ses études musicales à Tbilissi.
À partir de 1921, Mammadova a effectué des tournées à Moscou, Léningrad, Paris, Milan, Tabriz et Tbilissi, interprétant des airs d'opéras.
Son répertoire comprenait des chansons folkloriques azerbaïdjanaises et des œuvres de musique de chambre de compositeurs russes et occidentaux.
En 1923, Cheuvkat Mammadova fonda la première école technique théâtrale en Azerbaïdjan (aujourd'hui l'université d'État de la Culture et des Arts d'Azerbaïdjan), où elle dirigea de 1923 à 1925, gérant en même temps la maison d'édition de musique républicaine qu'elle organisa en 1924. 
Elle a été nommée directrice du département de chant du Conservatoire d'État d'Azerbaïdjan, où elle a formé professionnellement de jeunes chanteurs jusqu'à sa mort en 1981.

## Prix et titres
- Artiste honoré de la RSS d'Azerbaïdjan (1933)
- Artiste du peuple de la RSS d'Azerbaïdjan (1934)
- Artiste du peuple de l'URSS (1938)
- Prix d'État de la RSS d'Azerbaïdjan [4]
- Deux ordres de Lénine
- Ordre du drapeau rouge du travail (06/09/1959)